# Saint-Hostien
Saint-Hostien é uma comuna francesa na região administrativa de Auvérnia-Ródano-Alpes, no departamento de Alto Loire. Estende-se por uma área de 13,44 km². Em 2010 a comuna tinha 758 habitantes (densidade: 56,4 hab./km²).